# Dreimädelbrunnen
Der Dreimädelbrunnen befindet sich an der Ecke Kaiserswerther Straße/Friedrich-Lau-Straße im Düsseldorfer Stadtteil Golzheim.

## Beschreibung
Der Brunnen wurde 1914/1915 von Leon Lauffs und Hermann vom Endt im Auftrag des Verschönerungsvereins Düsseldorf geschaffen. Es war das letzte Werk vor dessen Auflösung. Die Herstellung erfolgte als „Galvanoguss“ (gemeint ist hier offensichtlich Galvanoplastik) durch die Württembergische Metallwarenfabrik. Der Brunnen wurde vom Verschönerungsverein für 21.000 Mark erworben und der Stadt Düsseldorf geschenkt. Die Bronzeplastik, die auf einem neoklassizistischen Natursteinsockel steht, zeigt in Anlehnung an das klassische Motiv der drei Grazien drei junge Frauen. Während eine der Frauen steht, knien die beiden anderen und halten eine Muschelschale, das Symbol der Venus. Ursprünglich stand die Plastik an der Ecke Haroldstraße/Mannesmannufer (Villa Horion, Landeshaus Düsseldorf). 1925 wurde die Bronze beschädigt, 1933 die ganze Brunnenanlage abgeschaltet. Im Jahre 1951 gelangte die Figurengruppe in den Städtischen Fuhrhof; seit 1964 steht sie an der Ecke Kaiserswerther Straße/Friedrich-Lau-Straße in der Grünanlage vor der Golzheimer Klinik. Der Brunnen steht unter Denkmalschutz. Am 9. August 2007 wurde von der Tischgemeinschaft Radschläger 1971 im Verein Düsseldorfer Jonges die Patenschaft für den Brunnen übernommen.

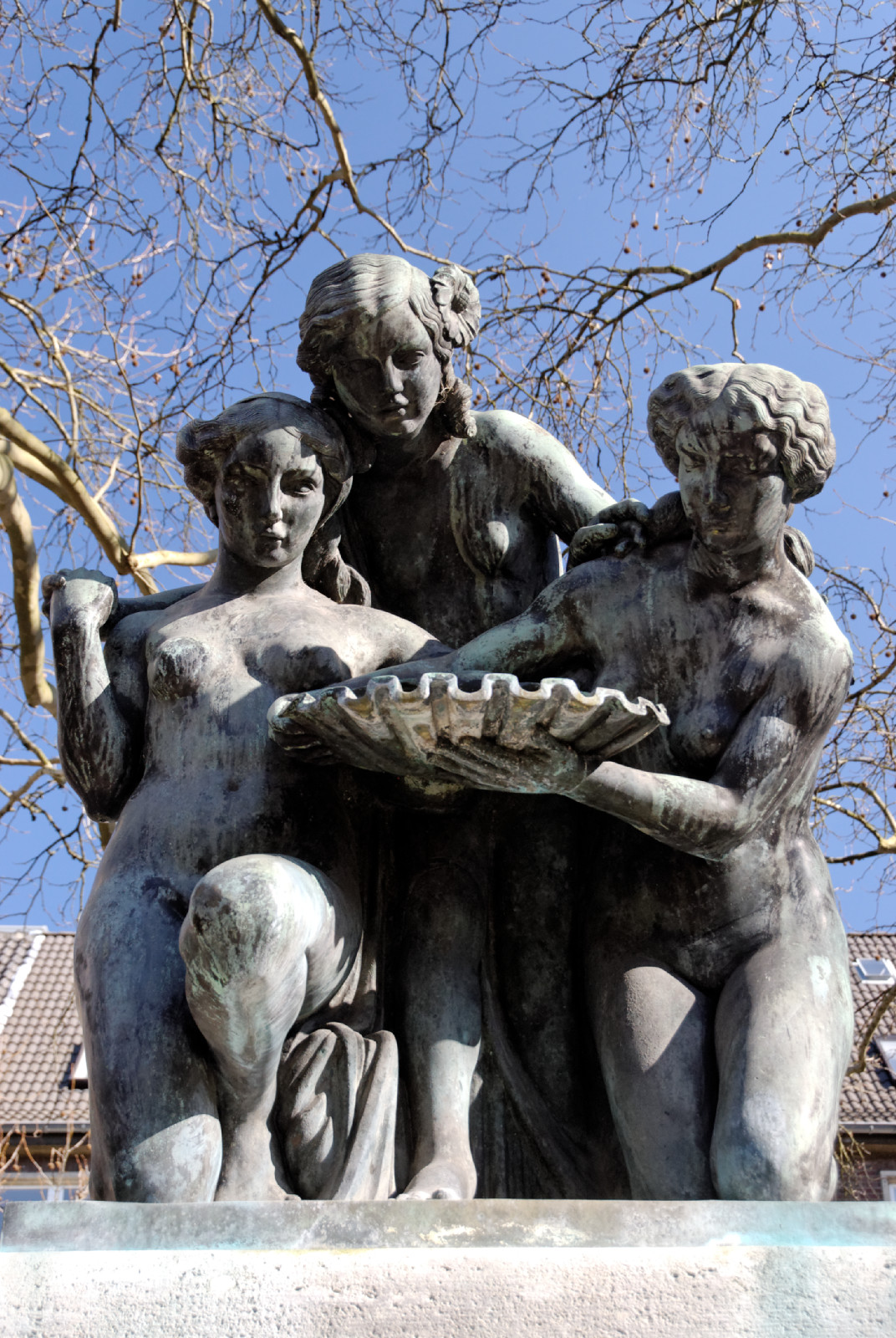
Figurengruppe der drei Grazien von Leon Lauffs
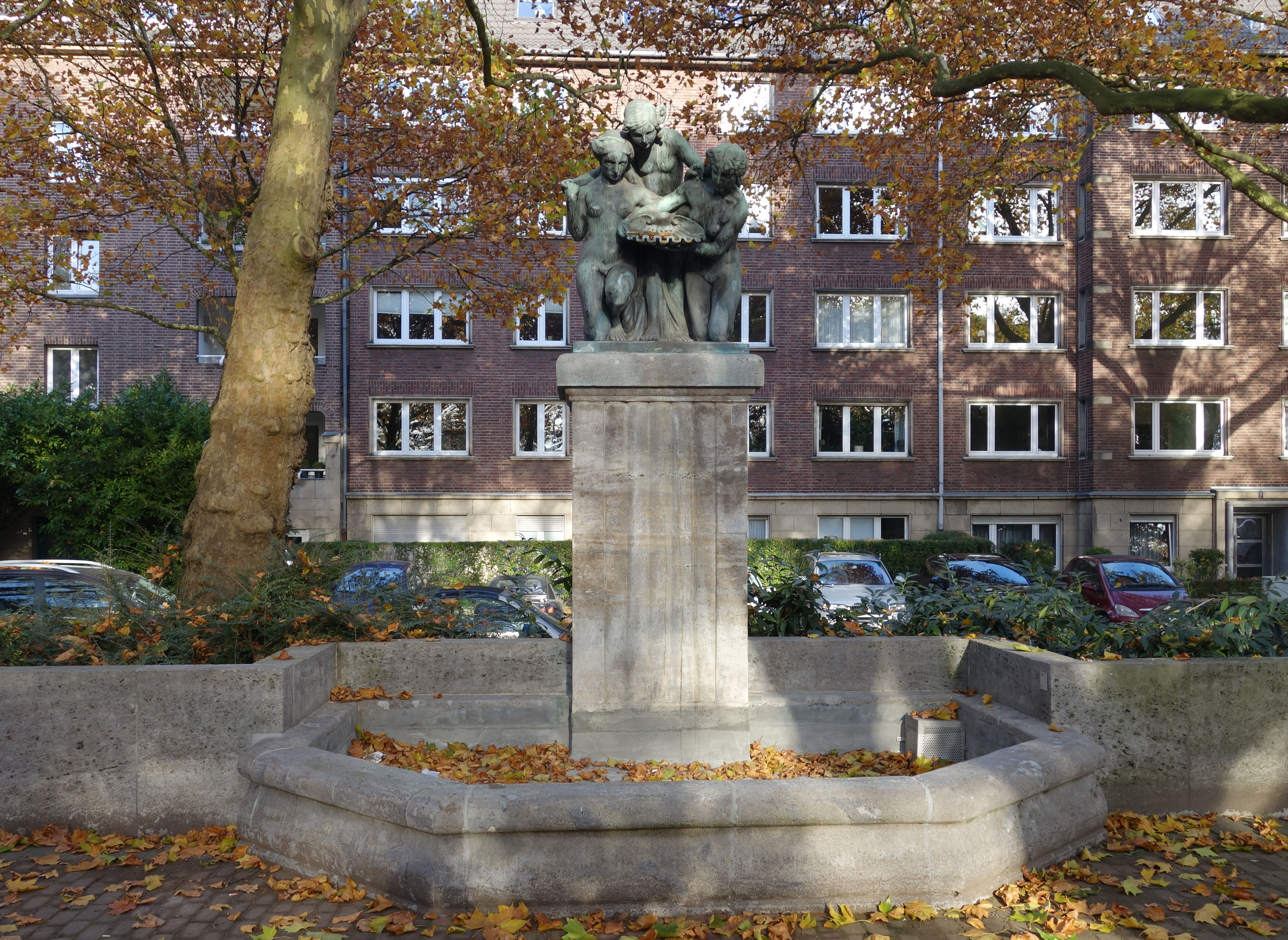
Dreimädelbrunnen, Anlage von Hermann vom Endt
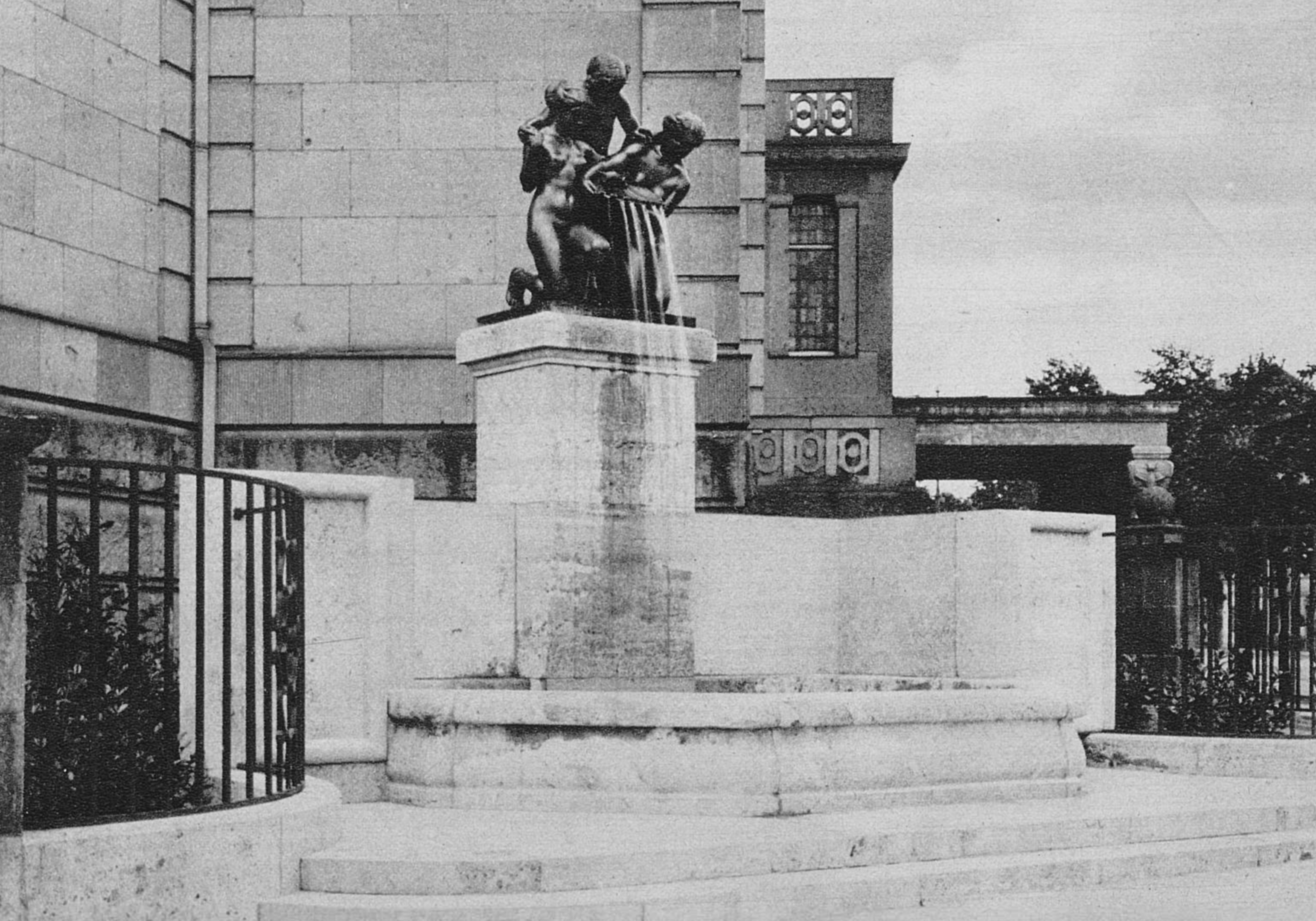
Dreimädelbrunnen vor dem Landeshaus in Düsseldorf (1915)
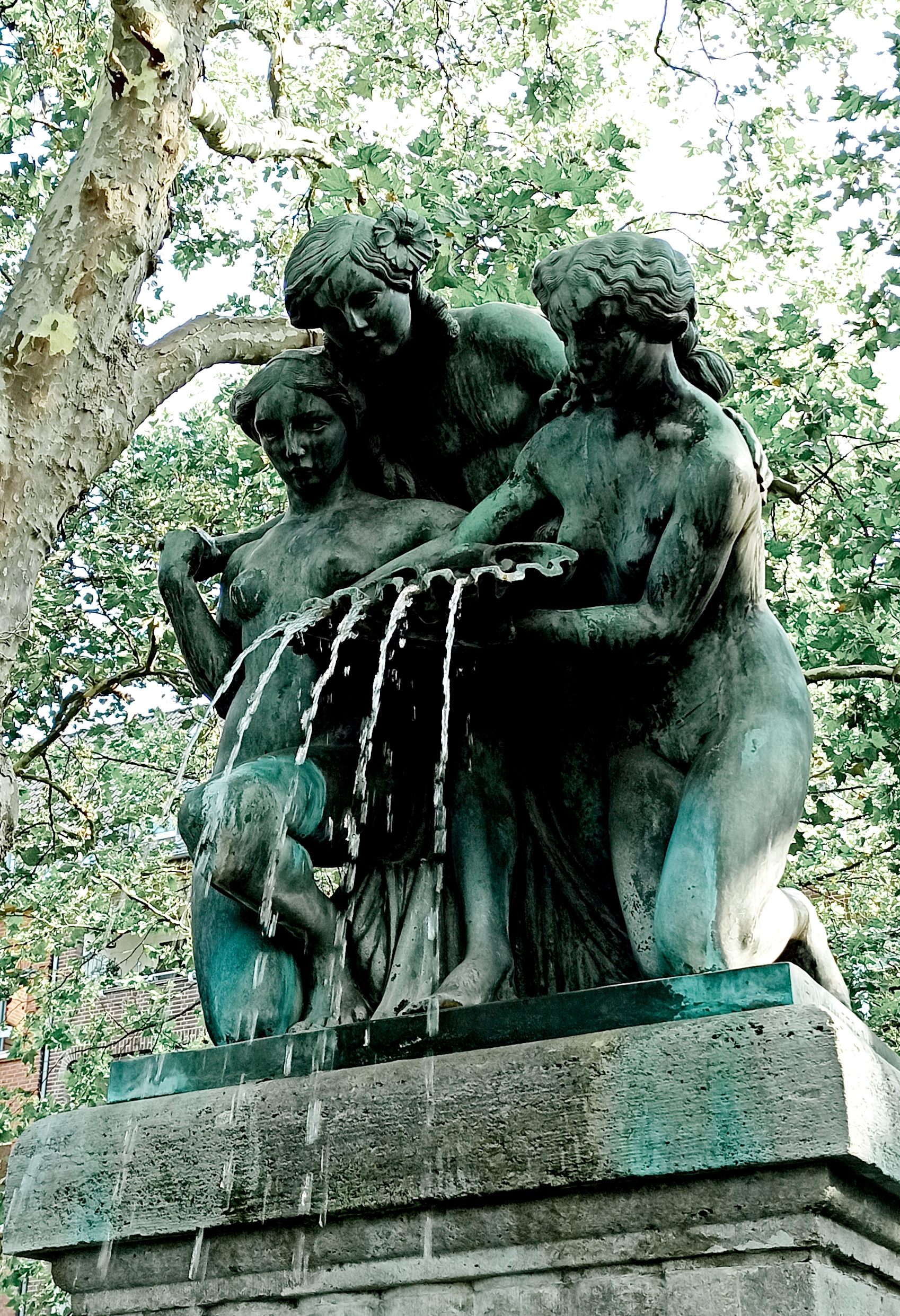